# Nevendon
Nevendon eller Newendon är en ort i civil parish Wickford, i distriktet Basildon, i grevskapet Essex, i England. Orten är belägen 7 km från Billericay. Civil parish hade 373 invånare år 1931. År 1937 blev den en del av den då nybildade Billericay. Byn nämndes i Domedagsboken (Domesday Book) år 1086, och kallades då Nezendena.